# Alagnak
L'Alagnak è un fiume di 127 km dell'Alaska.

## Geografia
Il fiume trae la sua origine dal Lago Kukaklek e sfocia nel fiume Kvichak di cui è tributario. Il suo bacino idrografico si estende su una superficie di 3.600 km².